# Santa Julia (métro de Santiago)
Santa Julia est une station de la Ligne 4A du métro de Santiago, dans la commune de La Florida.

## La station
La station est ouverte depuis 2006.

## Origine étymologique
Son nom vient de l'avenue Santa Julia, dont l'intersection avec la route l'Avenue Américo Vespucio est située au niveau de la station.